# 石湾镇 (博罗县)
石灣鎮是中华人民共和国广东省惠州市博羅縣下辖的工业镇，位于惠州市博罗县西部，邻接东莞市石龙镇及广州市增城区，处于穗莞惠三市的黄金交界点。
石湾镇是全国重点镇、全国千强镇、广东省中心镇、广东省卫生镇、广东省文明镇、广东省教育强镇、广东省乡镇企业百强镇、广东省生态乡镇、惠州企业乡镇先进镇、惠州市十佳文明小城镇、惠州市人口和计划生育综合改革示范乡镇、惠州市双拥模范镇、广东省技术创新专业镇（电子信息）。镇内主干道有石湾大道、建设路、红旗二路、贤德路、明月路、石湾路、兴业大道、富华路、人民路、科技南路、科技北路、飞鹅大道、振兴大道、沿河路、东园街、联兴路、文化路、湖兴路、兴湖路、永康路、滘源路、梅花大道等贯通全镇，全镇高等级道路里程达300多公里。

## 位置與人口
本鎮西南為惠州市、廣州市、東莞市三市的交界处。石灣鎮南隔東江支流與東莞市石龍鎮相望，東鄰惠州市博羅縣园洲镇，北鄰惠州市博羅縣福田鎮，西近廣州市增城区石灘鎮。
本镇受到经济高度发达的深圳市、广州市、东莞市的辐射影響，经济总量与人口数量位居博羅縣前列，部份深圳、东莞等地的居民在石湾置业及生活。石湾镇总人口近17万多人，其中本地户籍人口5.48万人，外来暂住人口接近12万人。2022年人均高达GPD7.68万元。

## 历史沿革
前214年（秦始皇三十三年），隶属南海郡傅罗县。
879年9月（唐僖宗乾符六年），黄巢起义军从福建进入粤东，经过石湾地区进攻广州。
1276年（宋景炎元年），南宋二王行朝进入广东，沿潮州、惠州、东莞向珠江口撤退，曾路过铁场、石湾。
1371年（明洪武四年），建石湾巡检司，驻在石湾，主管缉捕盗贼等事， 石湾正式行政建制。
1712年（清康熙五十一年），知县孙章在石湾增建五马公书院。
1802年（清嘉庆七年），羊屎坑陈四起事，焚掠石湾。
1925年10月，国民革命军第二次东征，6月周恩来到石龙，东征军先遣队经石湾、苏村进攻博罗。
1938年10月，日本侵略军攻占石龙，石湾随之沦陷。
1945年8月，石湾光复。
1949年10月，石湾解放，建基层人民政权，属第五区。
1954年夏，开始农业合作社化运动，建立初级农业合作社。
1955年夏，开始高级农业合作社运动。
1956年冬，实现高级农业合作社化。
1958年10月，罗浮山人民公社成立，辖石湾。
1959年1月，铁场人民公社成立。
1983年12月，撤销人民公社，土地归乡（村）农民集体所有。
1984年，撤销铁场人民公社，成立石湾区人民政府。
1987年3月，石湾镇建制，成为博罗县辖镇。

## 行政区划
本镇下辖12个行政村及2个社区：石湾社区、水上社区、石湾村、里波水村、湖山村、中岗村、鸾岗村、滘吓村、黄西村、西田村、铁场村、源头村、白沙村、渔村村。

## 產業與發展
本鎮从農業小鎮，現往輕、重工業發展，為台商、港商、外资的工廠聚集地。现有工业园区3个，分别是石湾科技产业园、石湾汽车产业园、惠州(石湾)综合物流园。其中，石湾科技产业园落户企业有90家，已建成投产企业62家，总投资额约50亿元，是全县最大的工业园区之一。截止2022年，全镇共有工业企业2461家,辖区内有博罗智能装备产业园石湾起步区，起步区面积约1.7万亩，进驻了正威、鑫瑞医疗、宝居乐家居等企业225家，国家高新技术企业113家，专精特新企业19家，本土上市企业1家，初步形成以食品饮料、智能装备、新材料和电子信息四大产业为主导的现代化产业体系。大型企业有南亚塑胶、全通手机、欣旺达、红墙化工、景田纯净水、申泰电子、锦丰科技、中新塑料、佳都（惠州）制衣等。本镇商务环境优越，海关、检验检疫、边检、海事等口岸部门均设有办事处，金融、电信、邮政等机构一应俱全。
石湾镇房地产市场活跃，目前全镇拥有数十个楼盘。已建花园：丽湾花园、名巨山水、聚龙湾、新怡豪门、蓝湾半岛、双城峰景、皇龙湾、龙湾新城、金叶华府、上河坊、锦绣豪庭、新怡花园、美的旭辉、湾湖公馆、帝庭国际、东岸一号、君逸府、尚城国际、盛世豪庭、皇庭公馆、金地柏悦府、碧桂园中央公园、帝庭公馆、丰华名邸等。在建小区：新怡名门、舜景湾、江湾风景、金叶时代、湾上一品等。
待建花园：盛惠豪庭、惠州德威集团位于建设东路占地分别为31710平方、69996平方的两个楼盘。
本镇建有博罗县第三人民医院、石湾镇卫生院、博惠中医院、各村（社区）卫生服务站；石湾图书馆、石湾文化中心；肉类联合加工厂2座；镇级生活污水处理厂6座、农村污水处理设施10座、污水管网357.1公里、垃圾压缩处理站21座。联和水库引水工程、完成HACCP体系评价认证的自来水公司建有3座自来水厂为全镇供水，日供水量约23万立方。惠州燃气为全镇企业、居民提供管道天然气。南方电网为全镇工业企业、居民供电，在镇域内设有2座11万伏变电站。

## 教育与学校
中小学：石湾中学、石湾中心小学、石湾第二小学、铁场中心小学、京师荟成学校、恒丰学校、龙山学校、清湾小学、水上小学、里波水小学、滘吓小学、牛头洲小学、鸾岗小学、中岗小学、源头小学、黄西小学
幼儿园：全镇共有45所，包括石湾第一、二、三公立幼儿园。

## 交通與地形

### 公路交通
石湾镇距惠州、东莞、深圳、广州在1小时车程以内。广汕公路、济广高速、从莞深高速与该镇境内各大道路形成纵横的交通网络，各高速均设有多个石湾出入口。
324国道、256省道、122省道贯穿境内。
石湾、园洲通道——振兴南路全线贯通。
惠肇高速、石湾环城路共线段贯穿镇西部与北部，即将开建。

### 水运交通
水路有东江航线，上可至惠州、河源，下可至广州、香港、东莞等地。境内建有年吞叶量达50万吨的石龙（石湾）集装箱码头。

### 跨区大桥
石湾现在有四条大桥横跨东江，连接邻近地区。石湾大桥、沙河大桥、红海大桥、罗浮山东江大桥分别连接东莞市石龙镇老城区、新城区及东莞市石排镇。
目前已经规划，在罗浮山大桥北位置建匝道设上下行连通石龙镇、园洲镇。
随中俄物流园的启用，镇西部的红海大桥连接东莞市石碣镇。

### 铁路交通
广汕高铁以高架桥横穿镇区北部，未设站。
广深铁路在镇西设有红海站。
镇内无客运火车站或地铁站，镇区居民会利用约15分钟车程到东莞市石龙镇的东莞站乘坐地铁2号线前往东莞市区、虎门高铁站，或乘坐动车前往深圳、广州、惠州等转往全国各地，交通极为便利。

## 旅游与景点
明月寺位于石湾镇铁场村，依岗峦体势而建，座北朝南，宽80米，长60米，占地4800平方米，四周围墙高筑，古木成荫。寺门前原建有石牌坊一座，上刻“罗浮初地”四个大字，牌坊对联为：“罗浮千古地，明月一轮天。”旁边原竖石碑一块，上刻“梅花故地”四字。据记载唐朝时，佛教盛行，唐天宝三年（744年），唐玄宗敕立明月戒坛于罗浮山延祥寺；后来，“明月戒坛”刻石立于铁场，铁场成为东江中、下游一带出家僧人剃度受戒之所。宋太宗雍熙二年（985年），僧人守容在铁场建寺，因掘地得到“明月戒坛”刻石，遂取名明月寺。明洪武末年，明月寺并入延庆寺。清同治六年（1867年）重修。由于当地政府和人民较好的保护，明月寺的殿阁大都仍然完好。1978年，明月寺被列为第一批县级文物保护单位。1979年，铁场公社对明月寺的主体进行了重修。
石湾公园、石湾文体广场、东坡公园、龙舟公园、铁场文化广场、铁场明月公园
石湾镇龙舟竞渡习俗列入省级非物质文化遗产名录，明月寺被列为市第六批文物保护单位。

## 外部連結
- 石灣政府，https://web.archive.org/web/20160109192650/http://blsw.gov.cn/